# Oorlogsmonument Voorschoten
Het oorlogsmonument in Voorschoten is een zuil van euville naar een ontwerp van beeldhouwster Gra Rueb.
Hierin is een plaquette opgenomen met een afbeelding van twee engelen met een krans.
De tekst op de zuil (geheel in kapitalen) luidt:
Zij die vielen

Henryc A. Adamsky
Leendert Bouthoorn
Franciscus C.H. Everstijn
Teunis de Groot
Frans W. Kusters
Johannes M. Lamboo
Abraham Limburg
Willem van Mulligen
Herman H. Schouten
Johannes C. Wagtendonk
Koenraad M. Wolleswinkel
Evert Zuidmeer

1940–1945
Het monument staat aan de Koningin Julianalaan bij de ingang van het Burgemeester Berkhoutpark.
Jaarlijks vindt hier op 4 mei de herdenking plaats van slachtoffers van de Tweede Wereldoorlog.

## Aanpassing van het monument

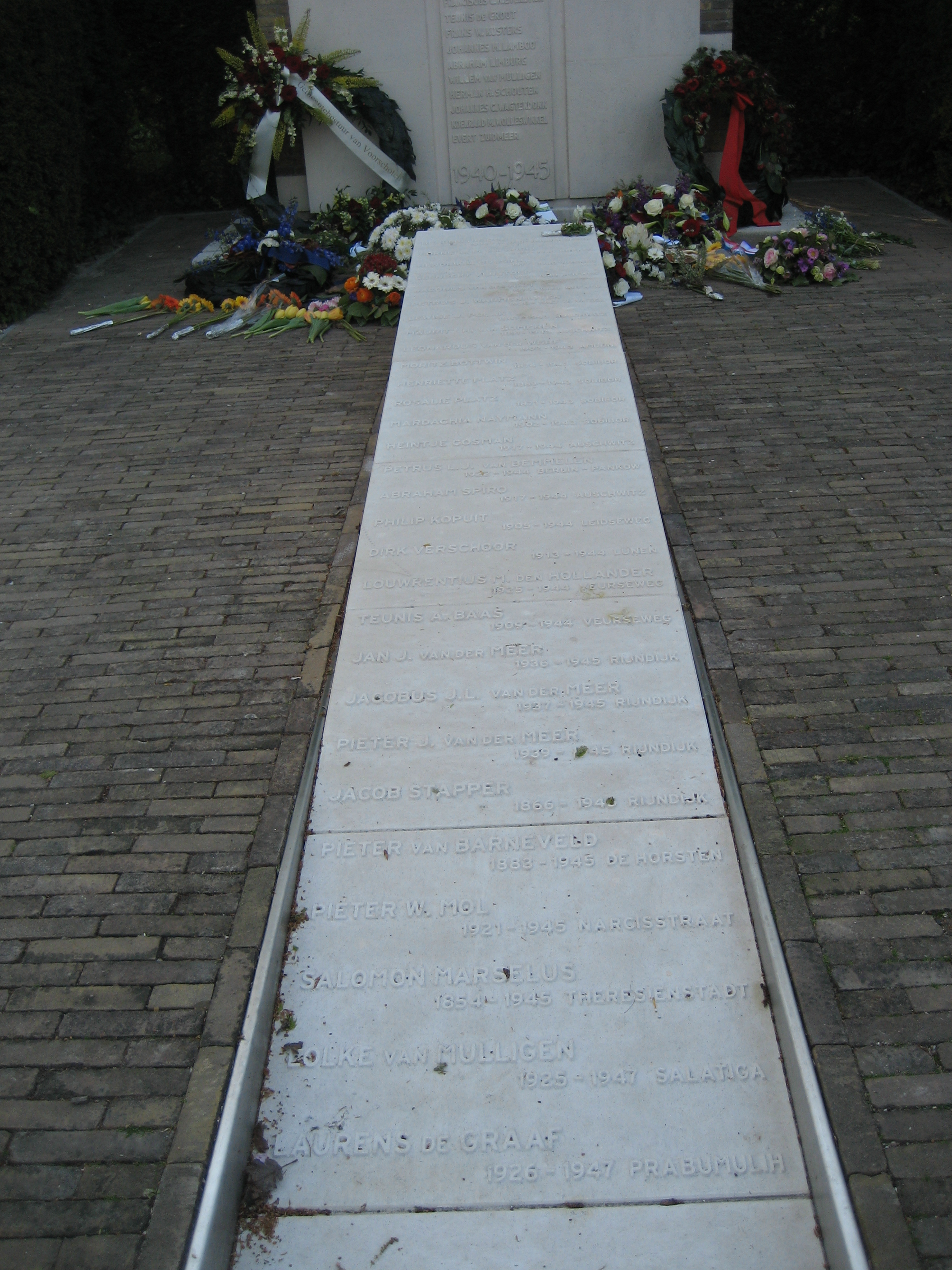
Oorlogsmonument Voorschoten
(aanvulling: ontwerp Robert Oosterheert)

In juli 2011 besloot de gemeenteraad het herdenkingsmonument om te vormen tot een algemeen herdenkingsmonument voor Voorschotense slachtoffers van oorlogsgeweld, militaire slachtoffers, slachtoffers van concentratiekampen (vervolgden en verzet), burgerslachtoffers en militaire slachtoffers van VN-vredesmissie vanaf 1940. Er werd gekozen voor een ontwerp van ontwerper Robert Oosterheert. Het monument is in het voorjaar van 2012 onthuld.